# Palazzo delle Contesse

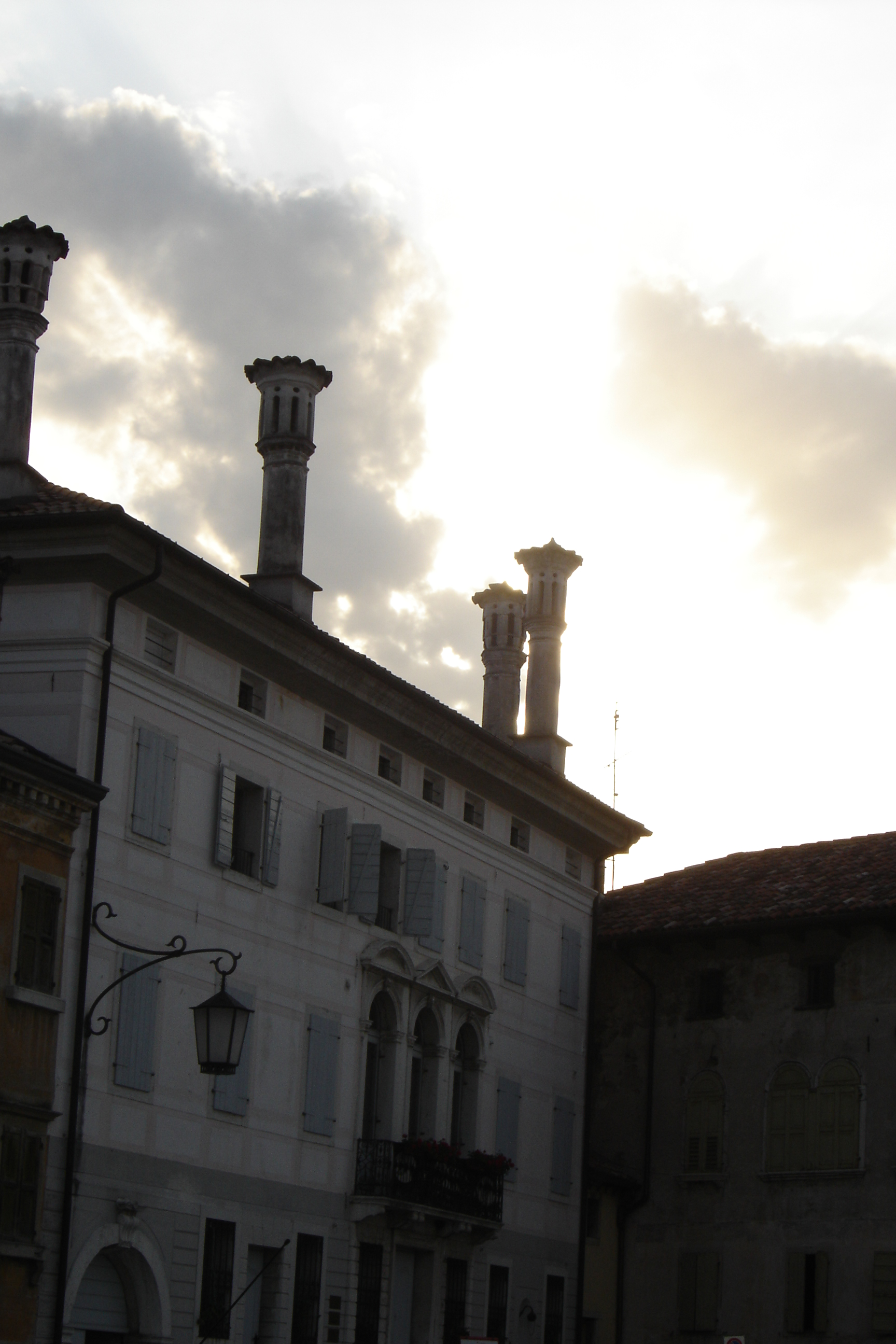
Il Palazzo delle Contesse

Palazzo delle Contesse è una dimora eretta nel XVII secolo sulla piazza principale di Mel, in provincia di Belluno. La costruzione completa la linea continua di edifici che racchiudono la piazza nel lato occidentale, mentre sul retro vi è una corte pavimentata interna, raggiungibile mediante un portale ad arco a tutto sesto; tale corte è circoscritta a nord da una barchessa indipendente.
Il nome deriva dalle vicende umane correlate alla vita sentimentale dell'antico proprietario Adriano Del Zotto il quale sposò in prime nozze la contessa veneziana Elisabetta Papadopuli e, rimasto vedovo, in seconde nozze, la contessa veneziana Elisabetta Tiepolo.

## Gli esterni
Il Palazzo delle Contesse si erge su quattro piani di cui l'ultimo è un grande sottotetto con capriate lignee a vista. La facciata del palazzo si sviluppa in forma tripartita asimmetrica; nel quadro inferiore della facciata compare una trifora incorniciata da due archi in pietra a sesto ribassato, per quanto concerne le due finestre laterali della trifora, e da un timpano triangolare, per quanto riguarda la finestra centrale; tale trifora  interrompe il ritmo severo dato dalle finestre rettangolari, dalle specchiature e dalle fasce di decorazione che definiscono il prospetto.
Sul lato destro della facciata vi è un pozzo in pietra, mentre centralmente, ornata da una raffinata ringhiera in ferro battuto, compare una balaustra.
Dal grande arco sulla sinistra della facciata si accede alla corte interna da cui si ammira l'elegante facciata (lato ovest) definita da finestre regolari al piano terra e, ai piani superiori, da arcate in pietra e logge trabeate sostenute da colonne.
Di particolare fascino sono gli artistici camini, cilindrici e ornati di feritoie in pietra; tali camini sono caratteristici anche di altri palazzi zumellesi.

## Gli interni
L'interno dell'edificio è costituito da un'ampia zona centrale dalla quale si raggiungono i due vani laterali; qui è inserita una spaziosa scala in pietra. 
Il piano terra ospita l’Ufficio Turistico e una sala riunioni con una trentina di posti a sedere. 
Salendo si raggiunge il piano nobile e la vista si apre gradualmente al soffitto affrescato con La vittoria dell'Aurora sulla Notte, attribuito al pittore bellunese del ‘700 Antonio De Bettio. Abbassando lo sguardo, si scopre poi un pavimento "alla veneziana" ricco di decori floreali, geometrici e di stemmi, assai degno di nota.
Il piano secondo ospita il Museo Civico Archeologico di Mel, ricco di testimonianze provenienti dalla vicina necropoli paleoveneta.
Sopra, al piano sottotetto con le capriate lignee e i tiranti in metallo a vista, si trova la Sala Conferenze in grado di contenere centotrenta posti a sedere.
Al piano seminterrato vi è la così detta Sala dei cacciatori adatta a corsi e conferenze, la quale si affaccia sulla suggestiva corte interna, pavimentata in pietra, chiamata dagli zumellesi, piazzetta e particolarmente adatta ad intrattenimenti all'aperto; la piazzetta è animata nel periodo estivo da serate di musica corale, cinema e teatro. Nella barchessa del Palazzo è ospitato l’Archivio Storico.

## Manifestazioni

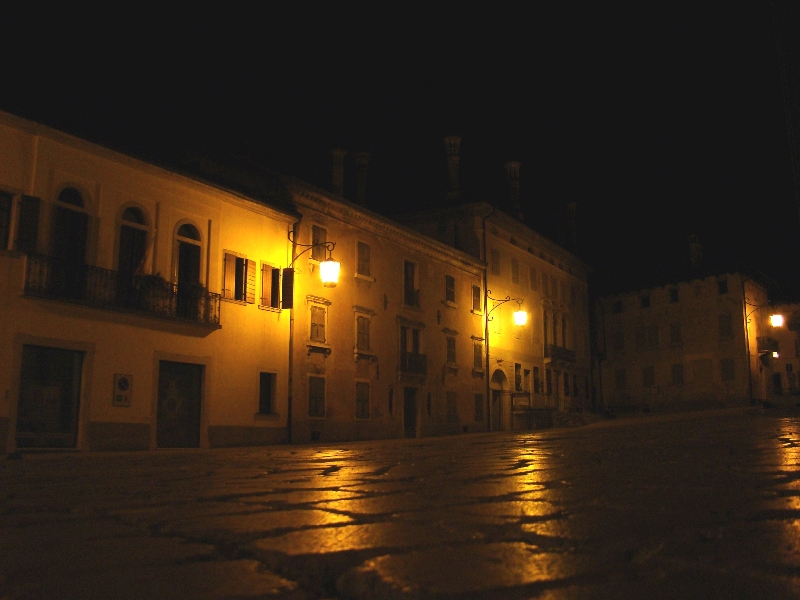
Piazza di Mel e Palazzo delle Contesse

Attualmente il palazzo è di proprietà del comune di Borgo Valbelluna, che sul finire degli anni '80 ne ha curato il restauro, il quale collabora con le numerose associazioni culturali locali per l'organizzazione di manifestazioni di vario genere.
Nel corso degli anni nel palazzo si sono susseguite numerosissime mostre d'arte dedicate ad autori importanti come Tancredi Parmeggiani, Luigi Cima, Fiorenzo Tomea, Bruno Milano, Ennio Finzi, Paolo Cavinato, Toni Piccolotto e molti altri.
Il palazzo ospita annualmente una mostra del collezionismo, una mostra fotografica e un corso di specializzazione in direzione di coro al quale hanno partecipato nomi illustri della coralità italiana come Stojan Kuret, Sandro Filippi, Carlo Pavese, Marco Berrini, Manolo Da Rold, Mauro Marchetti, Pasquale Veleno, e della coralità internazionale come Javier Busto, Z. Randall Stroope, Mark Anthony Carpio, Ivo Antognini e molti altri.
Numerosi inoltre gli incontri su temi ambientali e sociali.